# Beanley
Beanley är en ort i civil parish Hedgeley, i grevskapet Northumberland i England. Orten är belägen 12 km från Alnwick. Beanley var en civil parish 1866–1955 när det uppgick i Hedgeley. Civil parish hade 53 invånare år 1951.